# Дидим Слепеца
Дидим Слепеца (срещан и като Дедим или Дидимус) е християнски богослов в Александрийската църква, където преподава около половин век. Той е ученик на Ориген и след като Вторият вселенски събор в Константинопол осъжда учението на Ориген, произведенията на Дидим не се преписват и голяма част от тях се изгубват. Въпреки това някои от неговите коментари и есета оцеляват.

## Живот и дейност
Дидим ослепява на четиригодишна възраст, още преди да се е научил да чете. Той остава верен последовател на Ориген и твърдо се противопоставя на арианските и македонианските учения.
Въпреки слепотата си, Дидим се отличава с дълбока ученост, благодарение на изключителната си памет. Той намира начини да помага на слепите да четат, като експериментира с дървени букви, наподобяващи съвременните релефни системи за незрящи, подобни на Брайл. 
Според Руфин, Дидим е „учител в църковното училище“, който е „одобрен от епископ Атанасий“ и другите църковни личности. Руфин описва своя учител, като:
"Сред стареите срещаме и добър човек на име Дидим, в когото личат много Божии дарби, както показва и [красотата на] лицето му. Този човек премахва насекомите, които лежат по земята и дебнат краката – като скорпиони, рогати гъсеници (cerastas quos cornutas vocant) и змии, които се срещат изобилно на тези места поради жегата от слънцето – така че никой никога не бива ужилен от тях".
По-късните изследователи смятат, че той бил начело на Катехетическата школа в Александрия. Въпреки това, може би Катехетическата школа в Александрия не е съществувала по времето на Дидим, и е възможно Руфин да е визирал друга школа. Дидим оставал мирянин през целия си живот и става един от най-учените аскети на своето време. Той е първият християнин в Александрия, който използва херметични текстове като езически пророчества за идването на Христос. Сред неговите ученици били Паладий, Руфин и Йероним.
Руфин е ученик на Дидим в продължение на осем години. Когато превежда „За началата“ на Ориген на латински, той се позовава на коментара на Дидим върху него. Йероним споменава приноса на Дидим към своите идеи в предговорите на много от книгите си и го нарича „Дидим Пророк“. Руфин остава верен на Дидим, след като Йероним осъжда както него, така и Ориген. Дидим е възприеман като ортодоксален християнски учител и е високо уважаван и почитан поне до 553 година. Сократ Константинополски сравнява верността на Дидим към Никейския символ на вярата с тази на Василий Велики и Григорий Богослов. Като учител, той води дискусии и учи както евреи, така и езичници, манихеи и други християнски учители. Записите от лекциите на Дидим и въпросите, задавани от учениците му, свидетелстват, че е обучавал същите образовани ученици многократно.
Няколко ориенталски православни църкви го наричат Свети Дидим Слепия.

## Дидим и Вселенските събори
През 553 година Вторият вселенски събор в Константинопол осъжда произведенията на Дидим, заедно с тези на Ориген и Евагрий, но не осъжда самата му личност. На Третия вселенски събор в Константинопол през 680 г. и на Втория събор в Никея през 787 г., Дидим отново е свързан с Ориген и осъден заедно с него. Множество нетрадиционни възгледи се свързват с Ориген, а 15-те анатеми, приписвани на събора, осъждат форма на апокатастасис, предсъществуването на душата, анимизъм (в този контекст, хетеродоксална христология) и отричане на истинското и трайно възкресение на тялото.
Въпреки осъждането на произведенията му, Дидим все още се споменава като „Св. Дидим Слепия“ в сръбската православна хагиография „Прологът на Охрид“, където неговият празник се отбелязва на 18 октомври.

## Съчинения
В резултат на осъждането на произведенията му, много от тях не са били преписвани през Средновековието и впоследствие са изгубени. От изгубените му творби можем да съставим частичен списък, базиран на цитати от древни автори, който включва „За догмите“, „За смъртта на младите деца“, „Против арианите“, „Първо слово“ и други. Едно от изгубените произведения на Дидим е коментар върху „Първоначалата на Ориген“, който според Йероним се е опитвал да интерпретира ортодоксалното разбиране на Троицата от теологията на Ориген. В него той предполага предсъществуването на душите и апокатастасис. Той категорично защитава доктрината за Троицата и твърди, че тялото и душата на Христос са човешки, но Христос е безгрешен.
Извадки от библейския коментар на Дидим са открити в Катената.
Съвременното познание за Дидим значително се увеличава благодарение на група папирусни кодекси от VI-ти или VII-ми век, открити през 1941 г. в склад за боеприпаси близо до Тура, Египет (на юг от Кайро). Те включват коментарите му върху Захария, Битие 1–17, част от Йов и части (със съмнителна автентичност) върху Еклисиаст и Псалми 20–46. В тези коментари Дидим обсъжда дълги цитати от Библията и се въздържа от спекулации, които счита за софистика. Въпреки това, той тълкува писанията алегорично, виждайки символи навсякъде. Например, той пише, че планините в Захария представляват двата завета на Библията. Дидим възприема движението на индивида към добродетелта като резултат от взаимодействието му с Писанията.
Дидим вероятно е написал трактата „За Светия Дух“ (написан преди 381 г. на гръцки), който е запазен в латински превод от Йероним. Коментарът върху католическите послания също е съмнително приписван на Дидим. Трактатът „Против манихейците“ също вероятно е написан от Дидим. Съществуват по-големи съмнения относно две други произведения, традиционно приписвани на Дидим. „За Троицата“, идентифициран през 18-ти век като произведение на Дидим, среща съмнения през 20-ти век, основно поради липсата на „произход“ и предполагаемите несъответствия с коментарите, открити в Тура през 1941 г., но много учени все още го считат за негово произведение. Освен това, изследователите не вярват, че Дидим е автор на произведението, запазено като книги 4 и 5 от „Против Евномий“ на Василий Велики.
В коментара върху Захария Дидим показва, че е изключително интертекстуален читател на Писанията. Той преминава от текста, върху който коментира, към различни други пасажи, като цитира по-рядко историческите книги, които не отговарят на неговия алегоричен метод. Освен дарбата да има ум като съвременна библия, той също показва познания по философски термини и категории на стоиците, епикурейците и питагорейците (от които, заедно с Филон, той извежда своята понякога използвана числова символика). Неговите произведения също така изглежда цитират пасажи от деутероканоничните книги на Стария Завет, както и от „Варнава“, „Пастирът на Хермас“ и „Деянията на Йоан“. Според Барт Ърман, неговият канон поне включва „Варнава“ и „Пастира“. Р.М. Грант предполага, че по времето, когато Ориген живее в Александрия, той е приемал по-широката традиция на църквата в Александрия, но когато се премества в Цезарея и открива, че книгите не се приемат там, започва да проявява по-голямо резервираност към тях. Защо Дидим не е наследил по-късното колебание на учителя си, не е ясно. Сред съвременниците му методът му на тълкуване изглежда е бил посрещнат с различни реакции. Йероним, който е искал коментара му и го е смятал за наставник, все още се озадачава от употребата на произведения, които той счита за апокрифни. Читатели като Диодор Тарсийски в Антиохия намират неговия херменевтичен подход за донякъде излишен и произволен. Въпреки това, никой не оспорва, че Дидим е бил непоклатим в своето умение да възстановява свещените текстове.
Коментар, приписван на Дидим, който е запазен само на латински, предполага, че Второто съборно послание на свети апостол Петра е фалшифицирано, предвиждайки вярванията на по-късни учени, които ще се съгласят с твърдението, че Петър не е автор на писмото. Въпреки това, съществуват съмнения дали Дидим е бил истинският автор, тъй като в други свои произведения той третира Второто съборно послание на свети апостол Петра като канонично.
Несъществуващия вече трактат „За смъртта на младите деца“ е адресиран към Руфин, за да отговори на въпроса му „Защо умират младенците?“. Според Йероним, отговорът на Дидим бил, че тези деца „не са грешили много [в предсъществуването си], и затова наказанието им било достатъчно само да са докоснали телесните си затвори“.

## Възгледи
Дидим е дълбоко тринитарен в своето разбиране за Бога, като го прави напълно трансцендентен и способен да бъде описан само чрез образи и апофатични методи. Той многократно подчертава, че същността на Бога е отвъд всяка същност и използва термин, който по друг начин се среща само при Кирил Александрийски, "без количество". В неговите произведения се вижда влиянието на Кападокийските отци, които акцентират на понятието хипостаза, за да изразят независимата реалност на трите лица на Троицата, вместо да започват с единната божествена същност (οὐσία) като отправна точка. В тези три лица, Отец е коренът на Божественото, Духът произлиза от Отца, а Синът е генериран. Дидим изглежда е много загрижен да подчертае равенството на лицата в Троицата. Според Георгий Флоровски, "Дидим не се стреми към прецизност в своите формулировки. Това е обща характеристика на школата в Александрия."
В борбата си срещу ересите на манихейците, докетистите и аполинаристите, Дидим настоява на пълнотата на човешката природа на Христос. Той заключава, че в Христос трябва да има две природи, които са съединени, без да спекулира точно как тези природи работят заедно, като се ограничава до израза "един Христос". В своята теория за изкуплението Дидим не споменава божествяване, а по-скоро се концентрира върху откуплението и възстановяването на образа и подобието. Фрагментарният характер на неговото писание в този момент не позволява да се направи категорични заключения, но той говори за "универсално спасение".
Дидим изглежда също е приемал предсъществуването на душите и разглежда задгробния живот като процес на пречистване, въпреки че, според Флоровски, той отхвърля метемпсихозата. Той описва Деня на Господа като вътрешно осветление на душата, а в бъдещия свят вярва, че злото "като качество" вече няма да съществува. За него, както и за Климент Александрийски и Ориген, истинските гностици притежават божествена философия, която им позволява да се защитават срещу еретиците, като дават ясна изповед на вярата. През цялото си теологично учение Дидим разкрива влиянието на Ориген, като различни аспекти от него, особено есхатологията му, вероятно са довели до осъждането на неговите произведения.